# César Augusto Acevedo
César Augusto Acevedo (Cali, Valle del Cauca, Colombia, 1987) es un guionista y director de cine colombiano, premiado en el Festival de Cannes 2015 por su película La tierra y la sombra.

## Biografía
Se graduó con honores de la Escuela de Comunicación Social de la Universidad del Valle con el guion de su película La tierra y la sombra.
Ha realizado dos cortos, Los Pasos del Agua y La Campana, este último ganador del Fondo para el Desarrollo Cinematográfico de Colombia. Fue coguionista y asistente de Óscar Ruiz Navia en la película Los Hongos, ganadora del Premio Especial del Jurado en el Festival Internacional de Cine de Róterdam. Ha participado en la realización de otras películas como El vuelco del cangrejo y La sirga.

## Premios y distinciones
Festival Internacional de Cine de Cannes
| Año  | Categoría                 | Película              | Resultado |
| ---- | ------------------------- | --------------------- | --------- |
| 2015 | Caméra d'or               | La tierra y la sombra | Ganador   |
| 2015 | Premio France 4 Visionary | La tierra y la sombra | Ganador   |
| 2015 | Premio SACD               | La tierra y la sombra | Ganador   |

Festival Internacional de Cine de San Sebastián
| Año  | Categoría                                                   | Película              | Resultado |
| ---- | ----------------------------------------------------------- | --------------------- | --------- |
| 2013 | Foro de Coproducción España-América Latina-Mención especial | La tierra y la sombra | Ganador   |
| 2015 | Premio Cooperación Española                                 | La tierra y la sombra | Ganador   |